# 创新大道
创新大道，中国安徽省合肥市的一条重要干道，连接合肥高新技术产业开发区和肥西县城区，北起合肥蜀山经济开发区境内的湖光路，经长江西路、望江西路、习友路、繁华大道、方兴大道、集贤路、翡翠路、金寨南路等重要干道，止于上派镇境内的灯塔路，正接 330国道。沿路有合肥市南岗小学、安徽医科大学第一附属医院高新院区、合肥高新创新实验小学、中国科学技术大学先进技术研究院、中科大物质科学交叉前沿研究中心、中国科学技术大学高新校区、合肥高新中加学校、长安集火车站、潭冲河湿地公园等。

## 轨道交通
- █ 2号线：汽车西站
- █ 4号线  █ 6号线：科大先研院站